# Зайцева, Наталия Павловна
Ната́лия Па́вловна За́йцева (1955—1970) — советская школьница, спасшая из пожара несколько человек, но сама при этом погибшая.

## Биография
Родилась 11 августа 1955 года в городе Рославле Смоленской области в семье рабочих.
Училась в средней школе № 2. Закончила два класса, когда её родителей по оргнабору направили на работу в Печорский угольный бассейн в город Инта Коми АССР. Переехав на север, училась в средней школе № 6.
Вечером 4 февраля 1970 года в посёлке Южный, в многоэтажном доме, где жили Зайцевы, в подвале загорелись дрова и уголь. Ядовитые газы и дым быстро заполнили лестничную клетку и стали проникать в квартиры. Когда люди спохватились, выход на улицу уже был отрезан, в образовавшейся панике Зайцева провела оказавшихся на виду женщин и детей на кухню, где было меньше дыма и газов. Затем она снова направилась на поиски людей по квартирам и перевела в безопасное место ещё четверых детей. Намочив водой платок и укрыв им лицо, Зайцева снова побежала по квартирам и принесла на кухню шестилетнего ребёнка. Через несколько минут она с трудом перенесла в безопасное место потерявшую сознание Ф. С. Захарову.
Подоспевшие пожарные и дружинники нашли Зайцеву в одной из кухонь, возле раковины — она хотела дотянуться до воды, но упала без сознания. Несколько дней врачи боролись за её жизнь, но вечером 6 февраля она умерла. При большом стечении людей гроб с телом Зайцевой был направлен в её родной город Рославль. Похоронена на Вознесенском кладбище Рославля.
Указом Президиума Верховного Совета РСФСР от 14 августа 1970 года за «отвагу и самоотверженность, проявленные при спасении детей во время пожара» Наталья Зайцева посмертно награждена медалью «За отвагу на пожаре». Её именем названа улица в Рославле, а на здании рославльской школы № 2 установлена мемориальная доска.